# Арка аргентаріїв

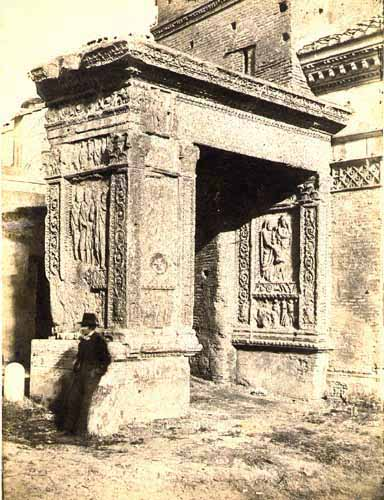
Арка аргентаріїв

Арка аргентаріїв (лат. Arcus Argentariorum) — арка, що розташовувалася на вході до Бичачого форуму в Римі. Інші назви Арка Септимія Севера на Бичачому форумі (лат. Arcus Septimii Severi in foro Boario) і Монумент аргентаріїв (лат. Monumentum Argentariorum).

## Історія
Зведено у 204 році аргентаріями (міняйлами, банкирами) та торгівцями худобою на честь імператора Луція Септимія Севера, його дружини Юлії Домни, його синів Каракалли і Гети і Фульвії Плавцілли — дружини Каракалли і доньки Гая Фульвія Плавціана. Напис змінювалася тричі — після падіння Плавціана в 205 році, після вбивства Плавцілли в 211 році і після вбивства Гети в 212 році.

## Опис
В свій час розташовувалася на вулиці Югаріїв (лат. vicus Jugarius, виробників ярма) і слугувала входом на Бичачий форум. Вона стоїть в південно-західному куті церкви Сан-Джорджіо-ін-Велабро, дзвіниця якої частково спирається на один зі стовпів арки і закриває дві її боки.
Ця будова — не справжня арка, більше нагадує архітрав. Це пласка перемичка на двох стовпах, цілком побудована з мармуру, за винятком травертинової бази. Її висота 6,15 м, ширина арочного проходу 3,3 м. У кутах стовпів розміщені пілястри з коринфськими капітелями; вся поверхня зовнішньої частини покрита або грубими декоративними скульптурами, або рельєфами на панелях з зображенням жертвоприношень. Посвятний напис обрамлений двома барельєфами, що представляють Геракла та генія. Усередині вирізані рельєфні фігури членів імператорської родини (фігури Фульвії Плавцілли і Публія Септимія Гети видалені за часів Каракалли); в стелі вирізані софіти, напис знаходиться на перемичці.